# Hồ Berryessa
Hồ Berryessa là hồ lớn nhất ở Hạt Napa, California. Hồ chứa này được tạo ra bởi Đập Monticello, là một hồ chứa cung cấp nước và nguồn thủy điện cho vùng North Bay của Vùng vịnh San Francisco.
Trước khi bị ngập trong nước, Thung lũng Beryessa đã là một vùng nông nghiệp nơi đất đai được coi là một trong những vùng tốt nhất hạt này. Thị xã chính trong thung lũng, Monticello, đã bị di dời qua nơi khác giành chỗ cho xây dựng hồ chứa này. Việc di dời và bỏ hoang thị xã này đã được các nhà nhiếp ảnh Dorothea Lange và Pirkle Jones ghi lại trong các cuốn sách của họ "Cái chết của một thung lũng" (Death of a Valley). Việc xây dựng Đập Monticello Dam đã bắt đầu vào năm 1953, và hồ chứa đã được hoàn thành năm 1963, là hồ chứa lớn thứ 2 ở tiểu bang California sau Hồ Shasta.
Hồ được sử dụng nhiều cho các hoạt động vui chơi giải trí và rộng 20.000 acre (80 km²) khi đầy nước. Hồ chứa dài khoảng 25 dặm (40 km) nhưng chỉ rộng khoảng 3 dặm (5 km). Hồ có chu vi bờ khoảng 165 dặm (265 km). Hồ có một khu vực hạ cánh thủy phi cơ cho công chúng. Một trong những đảo lớn của hồ có một khu hạ cánh cho các máy bay nhỏ nhưng đã bị đóng cửa đầu thập niên 1970 sau khi Cục hàng không Liên bang đã phát hành một báo cáo về an toàn.
Khu vực này cũng là một địa điểm xảy ra vụ giết người nổi tiếng Zodiac Killer (Kẻ sát nhân Hoàng đạo).
Hồ được Rạch Putah có lưu vực 1490 km² cung cấp nguồn nước. Hồ có sức chứa 1.602.000 acre foot (1,98 km³), khiến nó là một trong những hồ chứa nước lớn nhất bang California.